# Claude Makélélé
Claude Makélélé (Kinshasa, 18 de febrero de 1973) es un exfutbolista y entrenador francés nacido en la República Democrática del Congo. Su posición era la de centrocampista defensivo. Actualmente está retirado.

## Trayectoria
Nació en Kinshasa, Zaire (actual República Democrática del Congo) y se trasladó con su familia a los suburbios de París en 1977 a la edad de 4 años. Su padre jugó en la selección nacional de su país y en el campeonato de fútbol belga.

### Celta de Vigo
Jugó en el Real Club Celta de Vigo y formó parte del "Celta de Mostovoi"
El centrocampista pasó por las filas del Celta entre los años 1998 y 2000, formando junto a Mazinho una de las mejores parejas de pivotes de la historia del equipo vigués. 

### Real Madrid CF
Tras dos temporadas en el club celeste, Makélélé se marchó al Real Madrid. Su fichaje fue muy polémico, pues el francés se negó a entrenar hasta que se resolviera el problema con su contrato, finalmente el Celta aceptó 14 millones de euros por su traspaso.
En el Madrid, Makélelé ganaría dos Ligas, una UEFA Champions League, una Supercopa de España, una Supercopa de Europa y una Copa Intercontinental. Makélelé se asentó en el centro del campo confirmándose como uno de los mejores centrocampistas defensivos del mundo.
En verano de 2003, la posición de Makélelé en el club merengue era complicada, había problemas de pago y con la llegada de David Beckham, el club tenía un alto porcentaje de pago de fichas, Makélelé consideró modificar su contrato para cobrar un mayor sueldo, ya que era uno de los jugadores peor pagados pese a ser uno de los que más aportaban en el campo, a lo que el Madrid se negó. Tras muchos rumores y desmentidos, sobre todo por parte de Florentino Pérez, Makélelé acabó firmando por el Chelsea FC inglés. En una autobiografía escrita por el futbolista Steve McManaman, este afirmaba que Makélelé era el más importante e infravalorado centrocampista del Madrid y critica al presidente Florentino Pérez por echar de malas formas a Makélelé, al capitán Fernando Hierro y al entrenador Vicente del Bosque.

### Chelsea FC

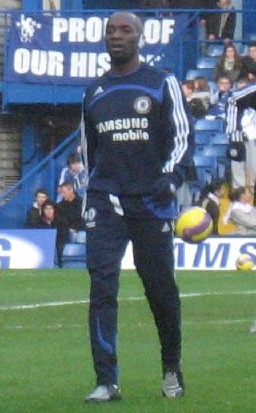
Makelele en un calentamiento de un partido con el Chelsea

En verano de 2003, Makélelé llegó a Londres a cambio de 17 millones de libras. El entrenador blue por aquel entonces, Claudio Ranieri, afirmó que Makélelé sería la base del Chelsea a partir de entonces, el Chelsea acabó segundo en la Premier League y llegó a las semifinales de la UEFA Champions League.
Ranieri fue reemplazado por José Mourinho y Makélelé continuó siendo la base del conjunto blue, y una de las claves de la victoria del Chelsea en la Premier League y en la Carling Cup, ese año fue nombrado Jugador del Chelsea del año por delante de otros importantes jugadores del club como Frank Lampard, Didier Drogba, Arjen Robben o John Terry. En la temporada 2004-05 ganó la Community Shield con el Chelsea.
En diciembre de 2006, Makélelé fue por primera vez el capitán del Chelsea debido a las bajas de Terry y Lampard. Se perdió gran parte de la temporada 2007-08 debido a una infección en el oído, aun así, fue una de las principales claves del equipo que alcanzó la final de la UEFA Champions League, donde sería derrotado por el Manchester United.

### Paris Saint-Germain

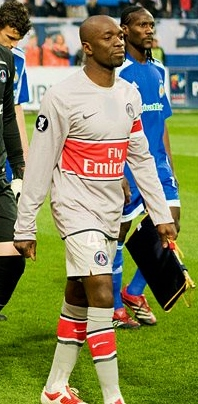
Makelele en un partido de Europa League frente al Dinamo Kiev.

En julio de 2008, Makélelé pasó el reconocimiento médico con el París Saint-Germain y el Chelsea lo declaró libre. En febrero de 2010, Makélelé afirmó sus intenciones de retirarse al final de la temporada, aunque finalmente aceptó quedarse en el club hasta el fin de la temporada 2010-11.

## Selección nacional
Con la selección de fútbol de Francia jugó más de 50 partidos, formando parte de ella en los Juegos Olímpicos de Atlanta 1996 y en los mundiales de fútbol Corea-Japón 2002 y Alemania '06.
En junio del 2008, Claude Makélélé junto con su compatriota Lilian Thuram anunciaron su retiro de la selección francesa al ser eliminados por Italia de la Eurocopa 2008.

### Participaciones en Copas del Mundo
| Mundial                        | Sede                  | Resultado    |
| ------------------------------ | --------------------- | ------------ |
| Copa Mundial de Fútbol de 2002 | Corea del Sur y Japón | Primera fase |
| Copa Mundial de Fútbol de 2006 | Alemania              | Subcampeón   |

### Participaciones en Eurocopas
| Eurocopa      | Sede            | Resultado        |
| ------------- | --------------- | ---------------- |
| Eurocopa 2004 | Portugal        | Cuartos de final |
| Eurocopa 2008 | Austria y Suiza | Primera ronda    |

## Como entrenador

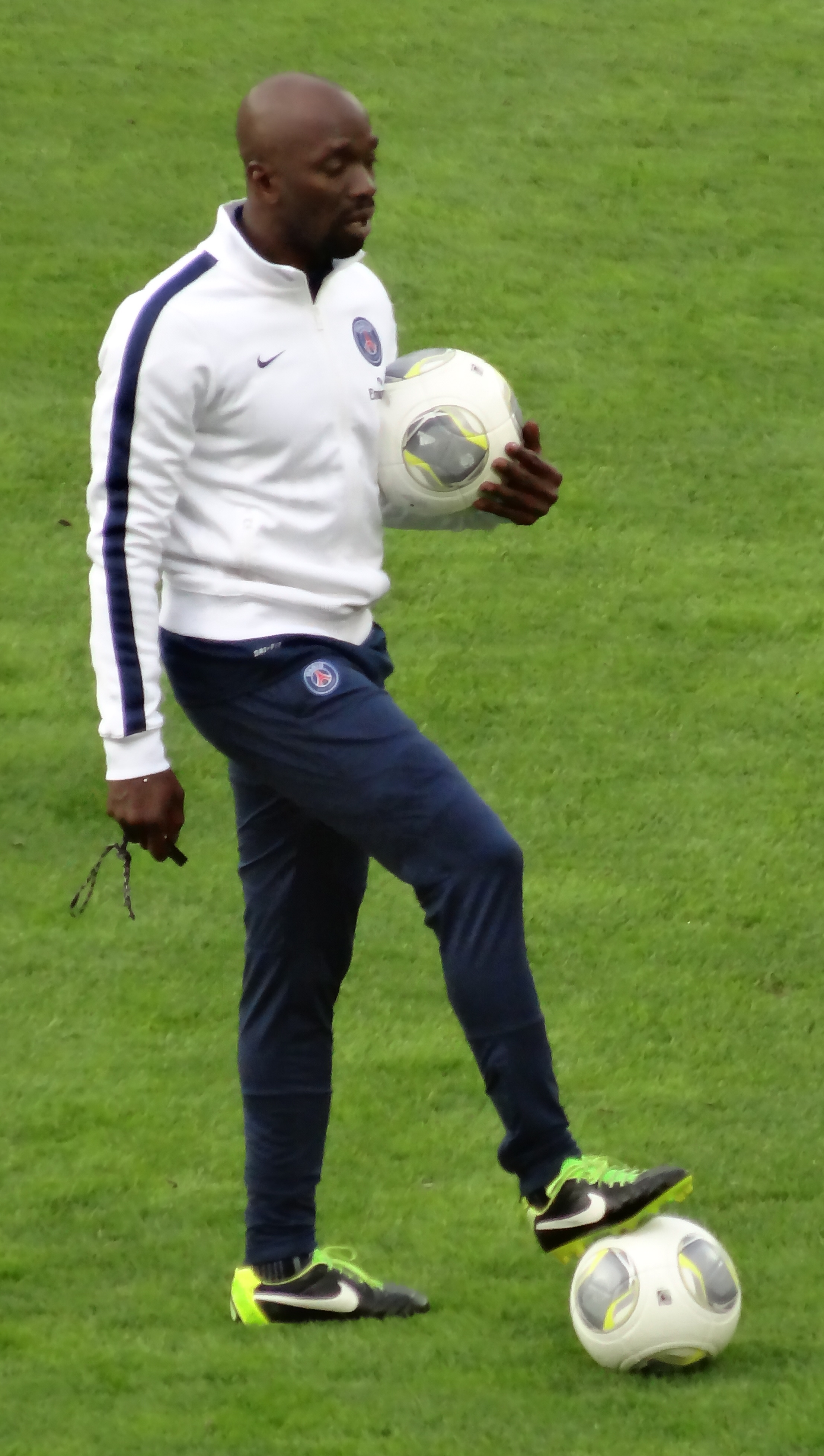
Makelele como ayudante en el PSG en 2013.

Al retirarse como futbolista, pasó a formar parte del cuerpo técnico del París Saint-Germain, primero con Carlo Ancelotti y luego con Laurent Blanc.
El 28 de mayo de 2014, firma un contrato de dos años como nuevo entrenador del SC Bastia. Sin embargo, fue destituido tras 12 jornadas de la Ligue 1 en las que el equipo sólo pudo conseguir 10 puntos, ocupando puestos de descenso.
El 8 de enero de 2016, se convierte en el nuevo director técnico del AS Mónaco. Tras sólo 5 meses en el cargo, abandonó la entidad por sus discrepancias con el entrenador Leonardo Jardim.
El 11 de enero de 2017, se incorpora al Swansea City como ayudante del nuevo entrenador, Paul Clement.El 6 de noviembre de 2017, se desvincula del Swansea City para fichar por el KAS Eupen de la Primera División de Bélgica.En agosto de 2019, presentó su renuncia en el equipo belga después de casi dos temporadas completas para regresar al Chelsea como entrenador juvenil y mentor técnico.En septiembre de 2023, dejó su cargo de mutuo acuerdo.
En septiembre de 2024, asumió al frente del Asteras Trípolis.Sin embargo, el 7 de octubre, presentó su renuncia al cargo por diferencias con la dirección deportiva del club.

## Clubes

### Como jugador
| Club                  | País       | Año         |
| --------------------- | ---------- | ----------- |
| Nantes                | Francia    | 1992 - 1997 |
| Olympique de Marsella | Francia    | 1997 - 1998 |
| Celta de Vigo         | España     | 1998 - 2000 |
| Real Madrid           | España     | 2000 - 2003 |
| Chelsea               | Inglaterra | 2003 - 2008 |
| París Saint-Germain   | Francia    | 2008 - 2011 |

### Como entrenador
| Club                            | País    | Año         |
| ------------------------------- | ------- | ----------- |
| París Saint-Germain (asistente) | Francia | 2011 - 2014 |
| Bastia                          | Francia | 2014        |
| Mónaco (director técnico)       | Francia | 2016        |
| Swansea City (asistente)        | Gales   | 2017        |
| KAS Eupen                       | Bélgica | 2017 - 2019 |
| Asteras Trípolis                | Grecia  | 2024        |

## Palmarés

### Como jugador

#### Títulos nacionales
| Título              | Club                | País       | Año     |
| ------------------- | ------------------- | ---------- | ------- |
| Ligue 1             | Nantes              | Francia    | 1994-95 |
| Primera División    | Real Madrid         | España     | 2000-01 |
| Supercopa de España | Real Madrid         | España     | 2001    |
| Primera División    | Real Madrid         | España     | 2002-03 |
| Supercopa de España | Real Madrid         | España     | 2003    |
| Premier League      | Chelsea             | Inglaterra | 2004-05 |
| Copa de la Liga     | Chelsea             | Inglaterra | 2004-05 |
| Community Shield    | Chelsea             | Inglaterra | 2005    |
| Premier League      | Chelsea             | Inglaterra | 2005-06 |
| FA Cup              | Chelsea             | Inglaterra | 2006-07 |
| Copa de la Liga     | Chelsea             | Inglaterra | 2006-07 |
| Copa de Francia     | París Saint-Germain | Francia    | 2009-10 |

#### Títulos internacionales
| Título                       | Club        | País   | Año     |
| ---------------------------- | ----------- | ------ | ------- |
| Liga de Campeones de la UEFA | Real Madrid | España | 2001-02 |
| Supercopa de la UEFA         | Real Madrid | España | 2002    |
| Copa Intercontinental        | Real Madrid | España | 2002    |

### Distinciones individuales
| Distinción                                           | Año        |
| ---------------------------------------------------- | ---------- |
| Incluido en el Once Ideal de la FIFA/FIFPro World XI | 2005       |
| Decimotercero en el Balón de Oro                     | 2005       |
| Nominado al FIFA/FIFPro World XI                     | 2006, 2007 |
| Incluido en el once ideal de la década por ESPN      | 2009       |
| Incluido en el once ideal de la década por Goal      | 2009       |
| Trofeo de honor UNFP                                 | 2010       |

## Vida privada
A principios de 2004 estaba saliendo con la modelo francesa Noémie Lenoir, con quien tuvo un hijo en febrero de 2005 llamado Kelyan. En 2010, él y su prometida tuvieron un hijo, Kaïys. Claude también tiene una hija, Shana, de una relación anterior.